# Șura Mică
Șura Mică là một xã thuộc hạt Sibiu, România. Dân số thời điểm năm 2002 là 2360 người.